# Pasmo Bukowca
Pasmo Bukowca – według fizycznogeograficznego podziału Polski rejon Pogórza Wielickiego. Jest to pasmo wzgórz położone między miejscowościami: Biertowice, Krzywaczka, Bęczarka, Głogoczów, Krzyszkowice, Jawornik, Rudnik i Sułkowice.
Pasmo Bukowca ma przebieg równoleżnikowy i ciągnie się od doliny Harbutówki na zachodzie po dolinę Głogoczówki na wschodzie. Stoki południowe opadają do dolin dwóch potoków spływających w przeciwne strony; jest to potok Jaworniczka uchodzący do Głogoczówki i Piegżówka (Rudnik) uchodzący do Harbutówki. Doliny tych potoków oddzielają Pasmo Bukowca od Pasma Barnasiówki. Większe wzniesienia w Paśmie Bukowca w kierunku od zachodu na wschód to: Lisia Góra (438 m), Bukowiec (Wielka Góra, 455 m), Podgranicznik (431 m), Wierzchogóra (414 m), Wilkówka (374 m).
Pasmo Bukowca jest częściowo zalesione (bardziej jego część zachodnia), ale pola i zabudowania miejscowości rozłożonych na jego stokach wysoko podchodzą w górę, w niektórych miejscach po sam grzbiet.